# Подгорный Байлар
Подго́рный Байла́р (тат. Тауасты Байлар) — село в Мензелинском районе Республики Татарстан, административный центр Подгорно-Байларского сельского поселения.

## Этимология названия
Топоним произошел от оронимического термина «тауасты» (подгорный) и ойконима «Байлар».

## География
Село находится на берегу Нижнекамского водохранилища, в 8 км к северо-западу от районного центра, города Мензелинска. Вдоль села проходит автомобильная дорога регионального значения 16К-1193 «Мензелинск — Биюрган».

## История
В окрестностях села выявлены археологические остатки – «Икский мост» селища I и III (пьяноборская культура), «Икский мост» селище II (ананьинская культура); Подгорно-Байларские селища I, II, III, V, VI, VII (ананьинская культура) и IV (именьковская культура), Подгорно-Байларское поселение (срубная и пьяноборская культуры), Подгорно-Байларское городище (без датировки), Подгорно-Байларская курганная группа (черкаскульская культура) и Подгорно-Байларский могильник (ананьинская культура).
Село основано в 1851 году выходцами из деревни Старый Байлар (ныне Тукаевский район).
В сословном отношении жители относились к категории башкир-вотчинников. Основные занятия жителей в этот период – земледелие и скотоводство, были распространены пчеловодство, извоз.
В начале XX века в селе функционировали мечеть (построена в 1890–1891 годах), мектеб. В этот период земельный надел сельской общины составлял 1556 десятин.
До 1920 года село входило в Кузкеевскую волость Мензелинского уезда Уфимской губернии. С 1920 года в составе Мензелинского кантона ТАССР. С 10 августа 1930 года в Мензелинском районе.
В 1918 году в селе открыта начальная школа. В 1929 году в селе организован колхоз «Яна юл».
В 1970-е годы в связи со строительством Нижнекамского водохранилища село было перемещено на 2 км южнее.

## Население
| 1859 | 1870 | 1884 | 1897 | 1906 | 1920 | 1926 | 1938 | 1949 | 1958 | 1970 | 1979 | 1989 | 2002 | 2010 | 2017 |
| ---- | ---- | ---- | ---- | ---- | ---- | ---- | ---- | ---- | ---- | ---- | ---- | ---- | ---- | ---- | ---- |
| 281  | 287  | 427  | 594  | 713  | 873  | 897  | 919  | 628  | 587  | 622  | 498  | 431  | 466  | 417  | 495  |

Национальный состав села: татары.

## Известные уроженцы
А.Х.Абдуллин (1923–1973) – дирижер, композитор, заслуженный деятель искусств ТАССР, профессор Казанской консерватории;

## Экономика
Жители села работают в ООО «Органик Групп», в крестьянских фермерских хозяйствах, занимаются полеводством, мясо-молочным скотоводством.

## Объекты образования, медицины и культуры
В селе действуют неполная средняя школа, детский сад (с 1985 года), фельдшерско-акушерский пункт, дом культуры, библиотека.

## Религиозные объекты
Мечеть (с 1996 года).